# Agriocnemis merina
Agriocnemis merina – gatunek ważki z rodziny łątkowatych (Coenagrionidae).